# ميلتون برينك
ميلتون برينك (بالإنجليزية: Milton Brink)‏ هو لاعب هوكي الجليد أمريكي، ولد في 26 نوفمبر 1910 في هيبينغ في الولايات المتحدة، وتوفي في 31 أكتوبر 1999.

## وصلات خارجية
- ميلتون برينك على موقع دوري الهوكي الوطني (الإنجليزية)
- ميلتون برينك على موقع قاعة مشاهير الهوكي (لاعب أن.إتش.أل) (الإنجليزية)
- ميلتون برينك على موقع EliteProspects.com (الإنجليزية)
- ميلتون برينك على موقع HockeyDB.com (الإنجليزية)
- ميلتون برينك على موقع Hockey-Reference.com (الإنجليزية)